# Georg Zeitblom
Georg Zeitblom (meist nur Zeitblom genannt; * 7. Mai 1962 in Rosenheim als Georg S. Huber) ist ein deutscher Musiker und Performancekünstler. Er ist Bassist, Komponist und Produzent, realisiert Hörspiel-, Theater-, Ballett- und Filmmusiken und tritt in verschiedenen Gruppierungen als Live-Musiker auf.

## Leben und Wirken
Georg Zeitblom ist studierter E-Bassist. 1984 gründete er die Avant-Rock-Band „Sovetskoe Foto“, in der er bis 1993 spielte. Durch Begegnungen mit Musikern wie Pyrolator, Fred Frith, John Zorn, Arto Lindsay, Zeena Parkins, Bern Nix und James George „Foetus“ Thirlwell konnte er seine musikalischen Erfahrungen erweitern.
Von 1994 bis 1996 war Zeitblom Mitglied des Improvisationsensembles „ThoThmann Anlagen“ (unter anderem mit Kalle Laar und Jack Hauser), mit Christian Fennesz bildete er das Elektronik-Duo „Golden Tone“. 2003 gründete er mit Alexander Hacke und Rudi Moser, zwei Musikern der Einstürzenden Neubauten, die experimentelle Rockband „The no ensemble“. 
Zusammen mit Kalle Laar realisierte er mehrere Projekte wie Das Warheads-Oratorium (1997), Metropolis (2001), M – eine Stadt sucht einen Mörder (2003) und Hangmen Also Die (2005). Metropolis wurde 2001 als Hörspiel des Jahres und mit einer Silbermedaille beim New York Festival ausgezeichnet.
2000 realisierte er mit Peter Rantasa und Christian Fennesz einen mit 700 Litern Salzwasser gefüllten Tank als „Bio-Adapter“. Mit dieser auf John Lilly zurückgehenden Anordnung, der Oswald Wiener ihren Namen gab, ging es ihm um Hörerfahrungen. Tankbesuchern wurde ein Mix aus deren Herz- und Atemgeräuschen und über Unterwasserlautsprechern eingespielten Elektrosounds auf eine CD gebrannt.
Zeitblom lebt in Berlin.

## Auszeichnungen
- 2001: Hörspiel des Jahres (mit Kalle Laar) für Thea von Harbou: Metropolis, Regie: Bernhard Jugel.
- 2002: Intermedium2, Preis für die Installation a sophisticated soiree.
- 2005: Prix Marulić für Friedrich Dürrenmatt: Minotaurus. Eine Ballade, Regie: Beate Andres.
- 2009: Deutscher Hörbuchpreis (Beste Klanggestaltung) für Louis Ferdinand Céline: Reise ans Ende der Nacht, Regie: Ulrich Lampen.
- 2020: mit Christian Wittmann: Hörspielpreis der Kriegsblinden für Audio.Space.Machine[3]

## Werke
- mit Kalle Laar: Das Warheads-Oratorium. Text: Romuald Karmakar, Michael Farin. Strunz Enterprises, Erding 2001, ISBN 3-934847-12-9. (Rundfunkmitschnitt BR vom 28. November 1997.)
- mit Ulrich Schlotmann: Bluten, Wald. Buch und CD. Ritter, Klagenfurt 1999, ISBN 3-85415-257-4.
- mit Kalle Laar: Vertonung des Hörspiels Metropolis nach dem Roman von Thea von Harbou. Random House Audio, Köln 2002, ISBN 3-89830-416-7. (Rezension bei perlentaucher.de)
- mit Michael Lissek: Schweizer Bunker. Auf den Spuren von Patricia Highsmith. WDR 2005.
- Max Beckmann: Hartschädel. Bearbeitung und Regie Michael Farin. DKultur 2007.
- mit Kalle Laar: Vertonung des Hörspiels M – Eine Stadt sucht einen Mörder nach Thea von Harbou. Der Audio Verlag, Berlin 2007, ISBN 978-3-89813-617-4.
- Irmis Ehre. Radio-Tatort. Text Robert Hültner, Regie Ulrich Lampen. BR 2008.
- mit Michael Lissek: Hölle im Kopf. Pädophilie. Deutschlandradio 2008.
- Schwarze Tasche, finsteres Fleisch. Hörspiel von Michael Farin und Zeitblom. Matthes & Seitz, Berlin 2008, ISBN 978-3-88221-712-4. (Ursendung: DKultur, 2. März 2008.)
- mit Heaven And: Sweeter as the years roll by. Staubgold 2008.
- Dienstschluss. Radio-Tatort. BR 2009.
- Hexenjagd. Radio-Tatort. BR 2009.
- Unter sticht Ober. Radio-Tatort. BR 2010.
- mit Heaven And: Bye and bye i’m going to see the king. Staubgold 2010.
- Vanitas. Radio-Tatort. BR 2011.
- Unter Verdacht. Radio-Tatort. BR 2012.
- Der Stalker. Radio-Tatort. BR 2012.
- Wasser bis zum Hals. Radio-Tatort. BR 2013.
- Deadwood. Hörspiel nach dem Roman von Pete Dexter. Regie Leonhard Koppelmann. DKultur 2013.
- Wallfahrt. Radio-Tatort. BR 2014.
- Winterliebe. Radio-Tatort. BR 2014.
- Heldentaten und Lehren des Dr. Faustroll (Pataphysiker) nach Alfred Jarry. BR 2014.[4]
- Largoschmerzen. Hörspiel von Dietmar Dath. Regie Leonhard Koppelmann. BR 2014.
- mit Christian Wittmann: Die Existenz der Haut. DKultur 2014.
- Unten am Fluss. Radio-Tatort. BR 2016.
- mit Christian Wittmann: Gadji Beri #2016: DADA-Radio-Oper. Komposition und Regie Wittmann/Zeitblom. Deutschlandfunk/NDR/SWR/WDR 2016.
- Die weiße Frau. Radio-Tatort. BR 2017.
- Toter Acker. Radio-Tatort von Robert Hültner. BR 2017.
- Rudi muss raus. Radio-Tatort. BR 2018.
- mit Christian Wittmann: Audio.Space.Machine – Ein Bauhaus-Konzeptalbum. Komposition und Regie Wittmann/Zeitblom. DLF/NDR/SWR 2019.
- Der Schatz in der Taverne. Radio-Tatort. BR 2019.
- mit Christian Wittmann: Tell Me Something Good, Stockhausen! Digitale Gesänge von Wittmann/Zeitblom. NDR/DLF/BR 2020.